# سسک جنگل همیشه‌سبز
سسک جنگل همیشه‌سبز یا سسک بوته‌ای کامرونی (نام علمی: Bradypterus lopezi) یک گونه سسک علفی از خانواده سسکان ملخی است که در گذشته در مجموعه «سسکان جهان قدیم» گنجانده شده بود.
در آنگولا، کامرون، جمهوری دموکراتیک کنگو، گینه استوایی، کنیا، مالاوی، موزامبیک، رواندا، تانزانیا، اوگاندا و زامبیا یافت می‌شود. زیستگاه طبیعی آن جنگل‌های کوهستانی مرطوب نیمه‌گرمسیری یا استوایی و بوته‌زارهای نمناک نیمه‌گرمسیری یا گرمسیری است.
دارای زیرگونه‌ای به نام Bradypterus lopezi mariae است که در مرکز و غرب کنیا تا شمال تانزانیا یافت می‌شود.